# Ню Дракона
Ню Дракона (ν Дракона, Nu Draconis, ν Draconis, сокращ. ν Dra, Nu Dra) — самая слабая звезда в астеризме голова Дракона, является одной из легко видимых оптически-двойных звёзд в циркумполярном созвездии Дракона. Даже в бинокль видно, что это две почти идентичные белые звезды, отдалённые друг от друга на угловое расстояние 1 минуту дуги. ν Дракона состоит из пары звёзд ν1 и ν2, имеющих одинаковую видимую звёздную величину +4,88m (разница между ними составляет порядка двух процентов), и, согласно шкале Бортля, они обе видны как одна звезда невооружённым глазом на пригородном/городском небе (англ. Suburban/urban transition). Две оптически-двойные звезды считаются парой звёзд с общим движением на основе их очень схожих параллаксов, лучевых скоростей и собственных движений, хотя никакого орбитального движения не наблюдается.
Из измерений параллакса, полученных во время миссии Hipparcos, известно, что звёзды удалены примерно на 98,7 ± 0,4 св. лет (30,2 ± 0,1 пк) (ν1) и на 99,4 ± 0,5 св. лет (30,5 ± 0,2 пк) (ν2) от Земли. Звезда наблюдается севернее 35° ю. ш., шт. Западная Австралия, о. Северный (Новая Зеландия), области Либертадор-Хенераль-Бернардо-О’Хиггинс, Чили и провинции Кордова, (Аргентина) то есть видна практически на всей территории обитаемой Земли, за исключением приполярных областей Антарктиды и южных провинций и штатов Австралии, Чили, Аргентины. Лучшее время для наблюдения — июнь.
Обе звезды Ню Дракона движутся довольно быстро относительно Солнца: их радиальная гелиоцентрическая скорость равна −15 км/с и −16 км/с, что почти в 1,5 раза больше скорости местных звёзд Галактического диска, а также это значит, что звезды приближаются к Солнцу. По небосводу звезды движутся на северо-восток.

## Имя звезды
Ню Дракона, а соответственно и названия Ню1 Дракона и Ню2 Дракона, (латинизированный вариант лат. Nu Draconis, то есть, лат. Nu1 Draconis и лат. Nu2 Draconis) даны звёздам в 1603 году Байером. Хотя звезда и имеет обозначение ν (Ню — 13-я буква греческого алфавита), однако сами звезды, ν2 Дракона и ν1 Дракона, — 30-я по яркости в созвездии и 32-я соответственно. По Флемстиду —- 25 Дракона (латинизированный вариант лат. 25 Draconis) и 24 Дракона (латинизированный вариант лат. 24 Draconis) соответственно.
Звезда имеет собственное имя — Кума, Kuma /ˈkjuːmə/, неясного происхождения. В 2016 году Международный астрономический союз организовал Рабочую группу при МАС по звёздным именам (WGSN) для каталогизации и стандартизации собственных имён звёзд. Однако, в списке название «Kuma» отсутствует, также отсутствует любое другое название для Ню Дракона.
Эта звезда, наряду с Бета Дракона (Растабаном), Гамма Дракона (Этамином), Мю Дракона (Арракисом) и Кси Дракона (Грумиумом), входит в арабский астеризм «Верблюдицы».
В китайской астрономии звезда относится к созвездию Пурпурный запретный небосвод, а в нём к астеризму 天棓 (Tiān Bàng), англ. Celestial Flail, что означает «Небесная цепь», состоящему из Кси Дракона, Ню Дракона, Бета Дракона, Гамма Дракона, и Йота Геркулеса. Следовательно, сама Ню Дракона известна как 天棓二 (Tiān Bàng èr, англ. the Second Star of Celestial Flail «Вторая Звезда Небесной Цепи».
Обозначения компонентов как Ню Дракона AB вытекают из конвенции, используемой Вашингтонским каталогом визуально-двойных звёзд (WDS) для звёздных систем, и принятого Международным астрономическим союзом (МАС).

## Ню1Дракона
Ню1 Дракона — судя по её спектральному классу A8Vm, является карликом спектрального класса A, что указывает на то, что водород в ядре звезды служит ядерным «топливом», то есть звезда находится на главной последовательности. Abt и соав. определили спектр как kA3hF0mF0, что указывает на то, что звезда будет иметь спектральный класс A3, если определяется только по его линиям кальция K, или F0, если определяется по её водородным линиям, а также по спектральным линиям металлов. Также звезда классифицировалась как Am-звезда с аномально сильными металлическими линиями поглощения в своём спектре, либо как обычный карлик спектрального класса A6. Явление металлической линии вызвано диффузией химических элементов в относительно спокойной поверхности звезды в относительно медленно вращающейся звезде. Предполагается, что Ню1 Дракона является двойной звездой, но это не подтверждено.
Масса звезды типична для подобных карликов и равна 1,85 {\displaystyle M_{\bigodot }}. Звезда излучает энергию со своей внешней атмосферы при эффективной температуре около 7533 К, что придаёт ей характерный бело-жёлтый цвет звезды спектрального класса A. Светимость звезды оценивается в 8,133 {\displaystyle L_{\bigodot }}. Для того, чтобы планета, аналогичная нашей Земле, получала примерно столько же энергии, сколько она получает от Солнца, её надо было бы поместить на расстоянии 2,85 а.е., то есть во внешнюю часть Пояса астероидов, а более конкретно — на орбиту астероида Терпсихора, чья большая полуось находится примерно на таком расстоянии. Причём с такого расстояния Ню1 Дракона выглядела бы на 31 % меньше нашего Солнца, каким мы его видим с Земли — 0,34° (угловой диаметр нашего Солнца — 0,5°).
В связи с большой светимостью звезды её радиус может быть измерен непосредственно, и такая попытка была сделана в 1922 году Данные об этом измерении приведены в таблице:
| Год  | m    | Спектр | D (mas) | Rабс ({\displaystyle R_{\bigodot }}) | Комм.  |
| 1922 | 4.98 | A5     | 0.60    | 0.9                                  | [ 28 ] |

Сейчас мы знаем, что радиус звезды должен быть 1,81 {\displaystyle R_{\bigodot }}, то есть во время измерения 1922 года он был занижен вдвое.
Звезда имеет поверхностную гравитацию 4,2 СГС или 158 м/с2, то есть в 1,73 раза меньше, чем на Солнце (274,0 м/с2). Звёздам, имеющим планеты, часто свойственна большая металличность по сравнению Солнцем, и Ню1 Дракона имеет значение металличности практически равное солнечному +0.03, то есть почти на 7 % больше, чем Солнце. Скорость вращения Ню1 Дракона почти в 43 раза больше солнечной и равна 86 км/с, что даёт период вращения звезды — 1 день, и, хотя скорость вращения довольно большая, но для горячих звёзд это не так быстро, их скорость может достигать 200-250 км/с.
Звезда очень молодая: текущий возраст звезды определён в 13 млн. лет, также известно, что звёзды с массой 1,85 {\displaystyle M_{\bigodot }} живут на главной последовательности порядка 1,8 млрд. лет, после чего Ню1 Дракона станет красным гигантом, а затем, сбросив внешние оболочки, станет белым карликом.
Ню1 Дракона демонстрирует лёгкую переменность: во время наблюдений яркость звезды колеблется на 0.07m, изменяясь в пределах от 4.84m до 4.91m, без какой-либо периодичности (скорее всего у звезды несколько периодов), тип переменной также не установлен, однако, скорее всего, Ню1 Дракона является переменной типа Дельты Щита.

## Ню2Дракона
Ню2 Дракона — это близкая пара спектрально-двойных звёзд, которую можно изучить только с помощью спектрографа. Обе звезды отдалены друг от друга на угловое расстояние в 1,64 ", что соответствует большой полуоси орбиты между компаньонами, по крайней мере, 0,267 а.е. (39 942 631 км.) и периоду обращения по крайней мере, 38,034 д. (для сравнения радиус орбиты Меркурия равен 0,387 а.е. и период обращения равен 87,97 д.). У орбиты практически нулевой эксцентриситет, который равен 0,03. Первичный компонент также является Am-звездой, в то время как вторичный имеет малую массу и светимость, и выводится только из орбитального движения более массивной звезды.
Если мы будем смотреть со стороны Ню2 Дракона Aa на Ню2 Дракона Ab, то мы увидим красную звёздочку, которая светит с яркостью −27,54m, то есть с яркостью 2,09 светимости Солнц. Причём угловой размер звезды будет — 2,59°, то есть в 5,17 раз больше нашего Солнца. С другой стороны, если мы будем смотреть со стороны Ню Дракона Ab на Ню Дракона Aa, то мы увидим огромную бело-жёлтую звезду, которая светит с яркостью −34,26m, то есть с яркостью 1018 светимости Солнц. Причём угловой размер звезды будет — 144°, то есть в 288 раза больше нашего Солнца.
Если мы будем смотреть со стороны Ню2 Дракона на Ню1 Дракона, то мы увидим бело-жёлтую звезду, которая светит с яркостью от −12,49m, то есть с яркостью 0,79 Лун в полнолуние. Причём угловой размер звезды будет — ~ 1,656″, то есть угловой размер звезды составит 0,09 % от углового размера нашего Солнца. С другой стороны, если мы будем смотреть со стороны Ню1 Дракона на пару звёзд Ню2 Дракона, то мы увидим точно такую же бело-жёлтую звезду, рядом с которой находится красная звёздочка и которая светит с яркостью −1,72m, то есть с яркостью 3 Марсов в максимуме во время великих противостояний. Причём угловой размер звезды будет — ~0,252″, что составляет 0,0132 % диаметра нашего Солнца (угловой размер Марса в максимуме достигает 25,1″, то есть почти в 100 раз больший). При этом пара звёзд Ню2 Дракона Aa и Ню2 Дракона Ab находилась бы на угловом расстоянии около 20 секунд дуги.

### Ню2Дракона Aa
Ню2 Дракона Aa — судя по её спектральному классу A4IV является субгигантом спектрального класса A4. Abt и соав. определили спектр как kA3hF1mF0, что указывает на то, что звезда будет иметь спектральный класс A3, если определяется только по его линиям кальция K или F0, если определяется по её водородным линиям, либо F0 , если определяется по её линиям металлов. Также звезда классифицировалась как Am-звезда, либо как F0IVms (в видимом спектре), то есть звезда является субгигантом спектрального класса F0 с аномально сильными, резкими и узкими линиями металлов в своём спектре, либо как звезда неопределённого класса светимости спектрального класса A4m с сильными линиями металлов. Явление металлической линии вызвано диффузией химических элементов в относительно спокойной поверхности звезды в относительно медленно вращающейся звезде. Однако судя по её поверхностной гравитации звезда всё-таки является карликовой звездой, то есть водород в ядре звезды служит ядерным «топливом», то есть звезда находится на главной последовательности
Масса звезды типична для подобных карликов и равна 1,61 {\displaystyle M_{\bigodot }}. Звезда излучает энергию со своей внешней атмосферы при эффективной температуре около 7272 К, что придаёт ей характерный бело-жёлтый цвет звезды спектрального класса A, также это значит что звезда несколько холоднее Ню1 Дракона. Светимость звезды практически такая же, как у Ню1 Дракона и равна 8,189 {\displaystyle L_{\bigodot }}.
В связи с большой светимостью звезды её радиус может быть измерен непосредственно, и такая попытка была сделана в 1922 году Данные об этом измерении приведены в таблице:
| Год  | m    | Спектр | D (mas) | Rабс ({\displaystyle R_{\bigodot }}) | Комм.  |
| 1922 | 4.95 | A5     | 0.60    | 0. 8                                 | [ 35 ] |

Сейчас мы знаем, что радиус звезды должен быть 1,812 {\displaystyle R_{\bigodot }}, то есть во время измерения 1922 года он был занижен более чем вдвое.
Звезда имеет поверхностную гравитацию 4,11 СГС или 129 м/с2, то есть в 2,13 раза меньше, чем на Солнце (274,0 м/с2). Скорость вращения у Ню2 Дракона Aa почти в 34 раза больше солнечной и равна 68 км/с, что даёт период вращения звезды — 1,4 дня (её спутник, очевидно, помогает замедлить вращение).
Ню2 Дракона Aa демонстрирует лёгкую переменность: во время наблюдений яркость звезды колеблется на 0.12m, изменяясь в пределах от 4.83m до 4.95m, без какой-либо периодичности (скорее всего у звезды несколько периодов), тип переменной также не установлен, однако, скорее всего, Ню2 Дракона является переменной типа Дельты Щита.

### Ню2Дракона Ab
Спутник Ню2 Дракона Ab, судя по его массе, которая равна 0,24 {\displaystyle M_{\bigodot }}, является красным карликом. Звезда излучает энергию со своей внешней атмосферы при эффективной температуре около 3100 К, что придаёт ей характерный красный цвет звезды спектрального класса M4. Светимость звезды равна порядка 0,0055 {\displaystyle L_{\bigodot }}, радиус звезды должен быть порядка 0,26 {\displaystyle R_{\bigodot }}.

## История изучения оптической двойственности звезды
В 1690 году было открыто, что Ню Дракона, по-видимому, оптически-двойная звезда, то есть был открыт компонент AB, а затем позже, когда В. Я. Струве стал составлять собственные каталоги звёзд, звёзды вошли в каталоги как STFA 35. В таблице приведены параметры компонентов согласно Вашингтонскому каталогу визуально-двойных звёзд:
| Компонент | Год  | Количество измерений | Позиционный угол | Угловое расстояние | Видимая звёздная величина компонента I | Видимая звёздная величина компонента II |
| AB        | 1690 | 192                  | 314°             | 71.4″              | 4.87m                                  | 4.90m                                   |
| AB        | 2017 | 192                  | 311°             | 62.10″             | 4.87m                                  | 4.90m                                   |

Обобщая все сведения о звезде, можно сказать, что звезда Ню Дракона состоит из 2 компонент A и B, обе звезды 5-й величины, находящийся на угловом расстоянии, 62,1 секунд дуги, а подобная дистанция предполагает большую полуось орбиты между компаньонами, по крайней мере, 2093,8 а.е. (0,033 св.г.) и период обращения, по крайней мере, 43 354 лет. Когда-то они, возможно, родились в одном молекулярном облаке, но сейчас их пути расходятся и даже если между ними существует какая-то гравитационная связь, то в настоящее время она теряется и вскоре (через несколько десятков или сотен миллионов лет) она исчезнет совсем.